# YY2
YY2 (англ. YY2 transcription factor) – білок, який кодується однойменним геном, розташованим у людей на короткому плечі X-хромосоми. Довжина поліпептидного ланцюга білка становить 372 амінокислот, а молекулярна маса — 41 347.
| 10         |  | 20         |  | 30         |  | 40         |  | 50         |
| ---------- |  | ---------- |  | ---------- |  | ---------- |  | ---------- |
| MASNEDFSIT |  | QDLEIPADIV |  | ELHDINVEPL |  | PMEDIPTESV |  | QYEDVDGNWI |
| YGGHNHPPLM |  | VLQPLFTNTG |  | YGDHDQEMLM |  | LQTQEEVVGY |  | CDSDNQLGND |
| LEDQLALPDS |  | IEDEHFQMTL |  | ASLSASAAST |  | STSTQSRSKK |  | PSKKPSGKSA |
| TSTEANPAGS |  | SSSLGTRKWE |  | QKQMQVKTLE |  | GEFSVTMWSP |  | NDNNDQGAVG |
| EGQAENPPDY |  | SEYLKGKKLP |  | PGGLPGIDLS |  | DPKQLAEFTK |  | VKPKRSKGEP |
| PKTVPCSYSG |  | CEKMFRDYAA |  | MRKHLHIHGP |  | RVHVCAECGK |  | AFLESSKLRR |
| HQLVHTGEKP |  | FQCTFEGCGK |  | RFSLDFNLRT |  | HLRIHTGDKP |  | FVCPFDVCNR |
| KFAQSTNLKT |  | HILTHVKTKN |  | NP         |  |            |  |            |

A: Аланін

C: Цистеїн

D: Аспарагінова кислота

E: Глутамінова кислота

F: Фенілаланін

G: Гліцин

H: Гістидин

I: Ізолейцин

K: Лізин

L: Лейцин

M: Метіонін

N: Аспарагін

P: Пролін

Q: Глутамін

R: Аргінін

S: Серин

T: Треонін

V: Валін

W: Триптофан

Кодований геном білок за функціями належить до репресорів, активаторів. 
Задіяний у таких біологічних процесах, як транскрипція, регуляція транскрипції. 
Білок має сайт для зв'язування з іонами металів, іоном цинку, ДНК. 
Локалізований у ядрі.